# André de Fleury
Pour les articles homonymes, voir Fleury.
Cet article possède un paronyme, voir André Fleury.
André de Fleury fut moine de l'abbaye de Fleury au XIe siècle.

## Biographie
Il est issu d'une famille seigneuriale d'Orléans plutôt aisée : son père, en effet, n'avait pas hésité à faire plusieurs donations à des établissements religieux ou à d'autres. Outre la Vie de Gauzlin, abbé défenseur des libertés monastiques, grand bâtisseur, voire considéré comme un thaumaturge, André de Fleury continua aussi les Miracula Sancti Benedicti, une œuvre déjà commencée avant lui, et qui sera continuée après. Elle traite des faits de saint Benoît de Nursie, fondateur de la règle bénédictine suivie par André de Fleury.

## Œuvres
- Vita Gauzlini abbatis Floriacensis monasterii :
  - éd. Paul Ewald in Neues Archiv der Gesellschaft für ältere deutsche Geschichtskunde, 3, Hanovre, 1878, p. 351
  - éd. et trad. Robert-Henri Bautier et Gillette Labory, Paris, CNRS éditions, 1969
- Miracula Sancti Benedicti

- Notices d'autorité :   - VIAF
  - ISNI
  - BnF (données)
  - IdRef
  - LCCN
  - GND
  - Italie
  - Pays-Bas
  - NUKAT
  - Vatican
  - Australie
  - WorldCat